# Upplands-Broleden

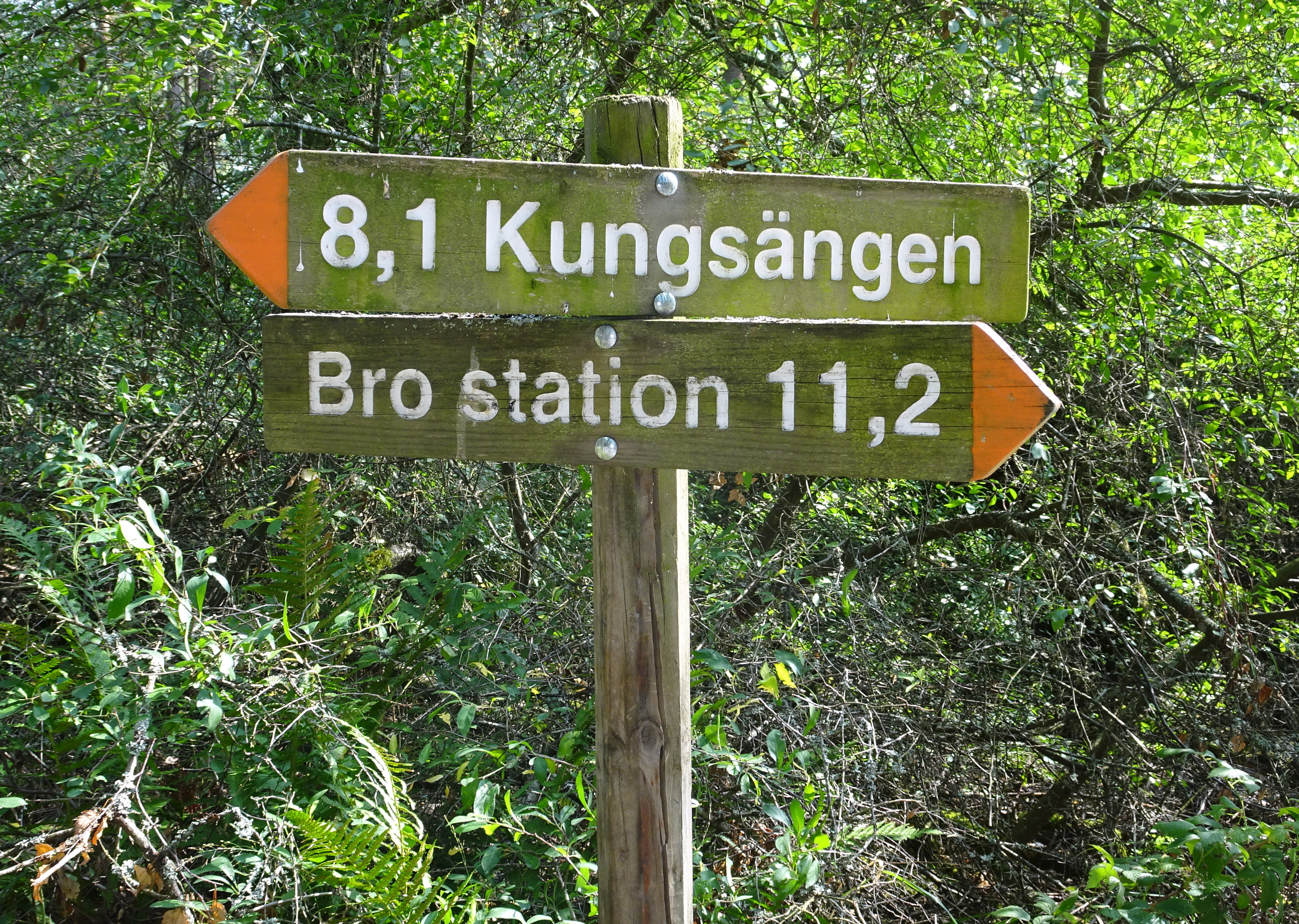
Vägvisare för Upplands-Broleden i Frölunda naturreservat, 2018.

Upplands-Broleden är en vandringsled i Upplands-Bro kommun, Stockholms län. Leden är 29 kilometer lång och sträcker sig mellan tätorten Bro i väster och Stäksundet i öster. Leden invigdes i september 2008 och är en utbyggnad av en tidigare led som sträckte sig över Lennartsnäshalvön. Den sammanlänkar fyra av kommunens naturreservat.
OBS! Leden är inte underhållen och är delvis helt oframkomlig.

## Beskrivning

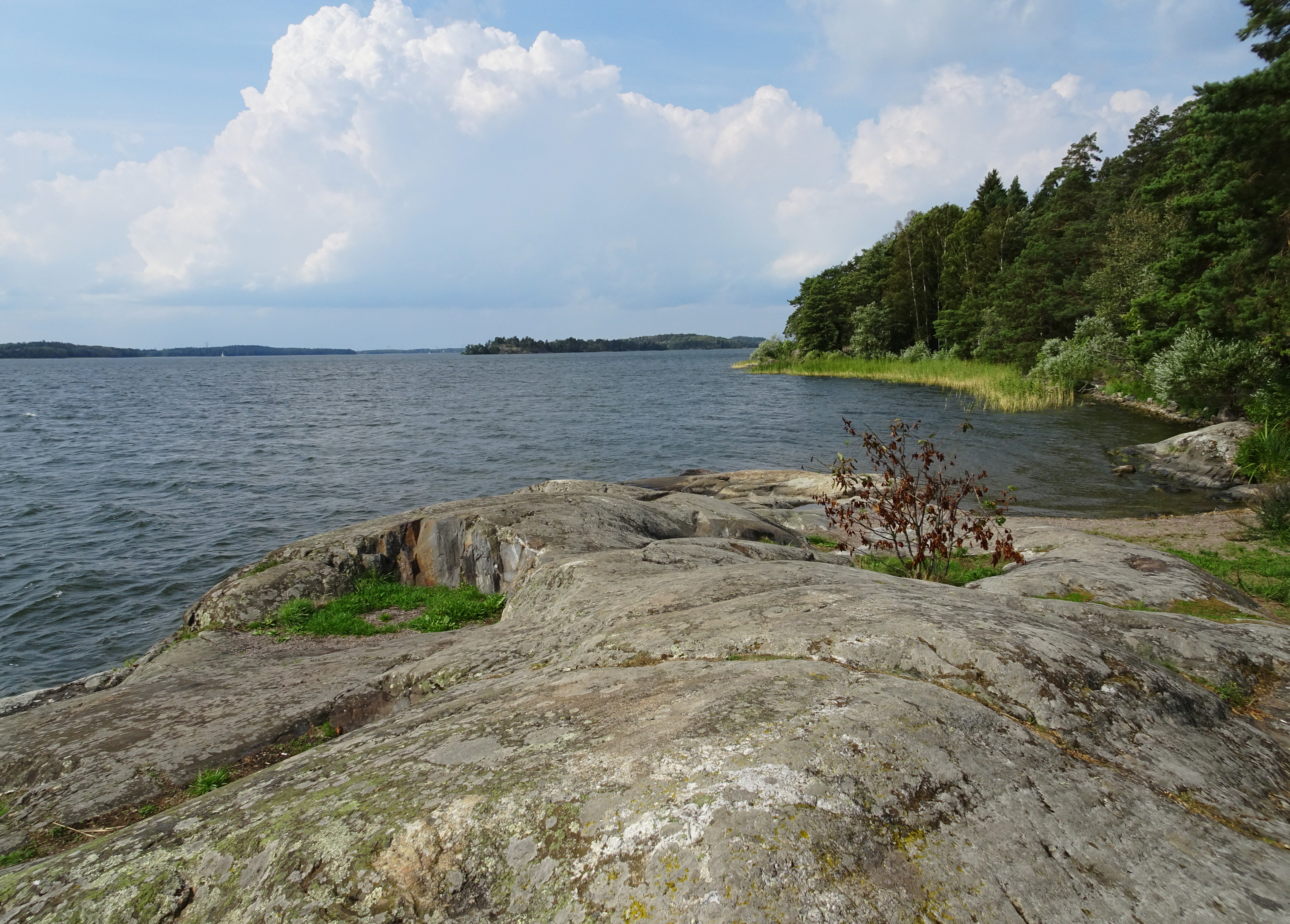
Leden vid Brofjärden (Mälaren) i Frölunda naturreservat med ögruppen Broknapparnas naturreservat i bakgrunden.

Upplands-Broleden består av flera grenar. En gren börjar i norra Bro och går sedan österut mot Lejondalssjön och Lejondals naturreservat. En annan gren börjar vid Bros pendeltågsstation och sträcker sig söderut och går via Broängarnas naturreservat till Lännartsnäshalvön och Frölunda naturreservat. Härifrån leder den diagonalt över Lännartsnäshalvön och längs med Mälaren söder om Kungsängen.
Vid Ryssgraven når leden Stäksön och följer den gamla Enköpingsvägen från 1600- och 1800-talen i den så kallade Dalkarlsbacken. Här ligger även det fjärde naturreservatet som Upplands-Broleden passerar: Stäketskogens naturreservat. Leden sträcker sig sedan parallellt med Mälarbanan och slutar vid Stäksundet och Järfällas kommungräns.
Bland historiska gårdar som leden passerar märks Öråkers herrgård vars huvudbyggnad uppfördes troligen i början av 1700-talet och intilliggande 1600-talssäteriet Lennartsnäs. På Stäksön ligger Almare-Stäkets gård, ursprungligen uppförd 1582. I gårdens park står Runstenen U 604. Trakten kring Almare-Stäket var under medeltiden av stor strategisk betydelse, här vakade Almare-Stäkets borg över vattenvägarna mot Sigtuna och Uppsala.

## Markering och service
Upplands-Broleden är markerad genom orange färgprickar eller plåtskyltar på träd respektive stolpar. Orange pilar är uppsatta där leden byter riktning. På några platser finns också hänvisningspilar med uppgifter om ort och avstånd. Det finns totalt 14 tavlor som berättar mer om naturen och om de platser som vandraren passerar.
Längs med leden finns flera parkeringsmöjligheter, bad- och grillplatser, ett tillgänglighetsanpassat grillhus, utsiktsplatser samt toaletter och vindskydd. Vandringsleden går nära pendeltågsstationerna i Kungsängen och Bro, vilket gör det enkelt att påbörja sin vandring där.

## Bilder

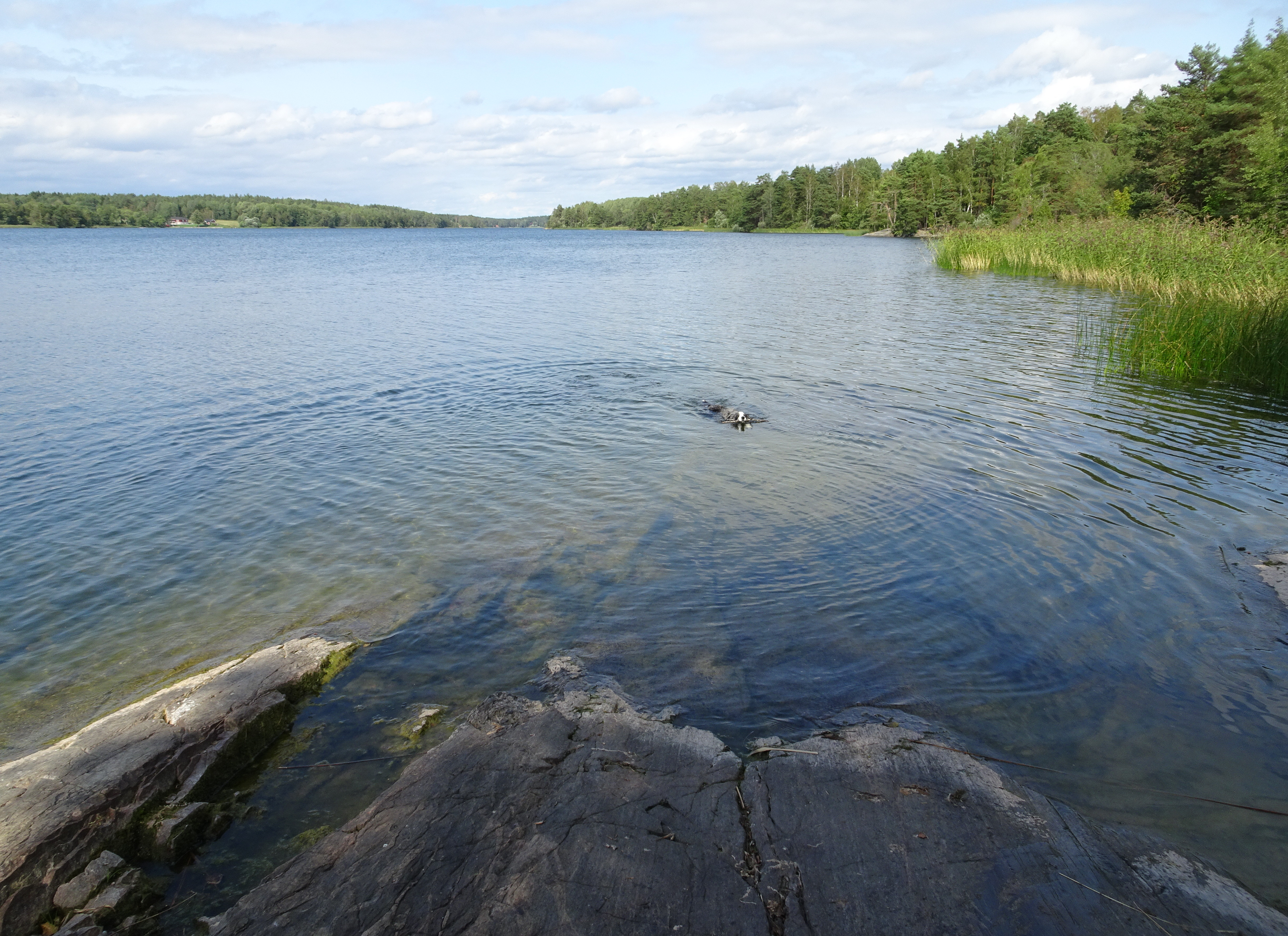
Leden vid Lejondalssjön i Lejondals naturreservat
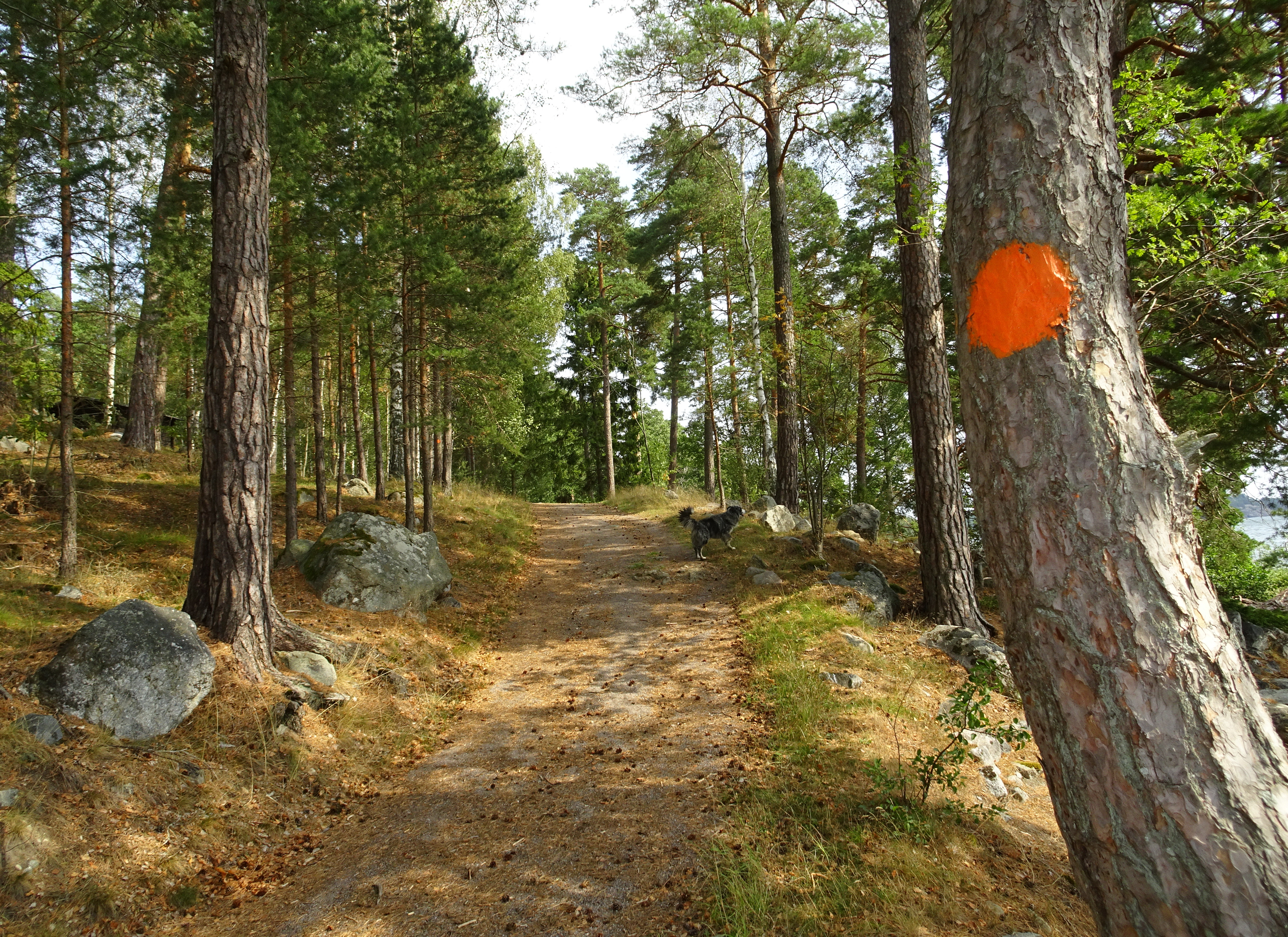
Leden i Frölunda naturreservat
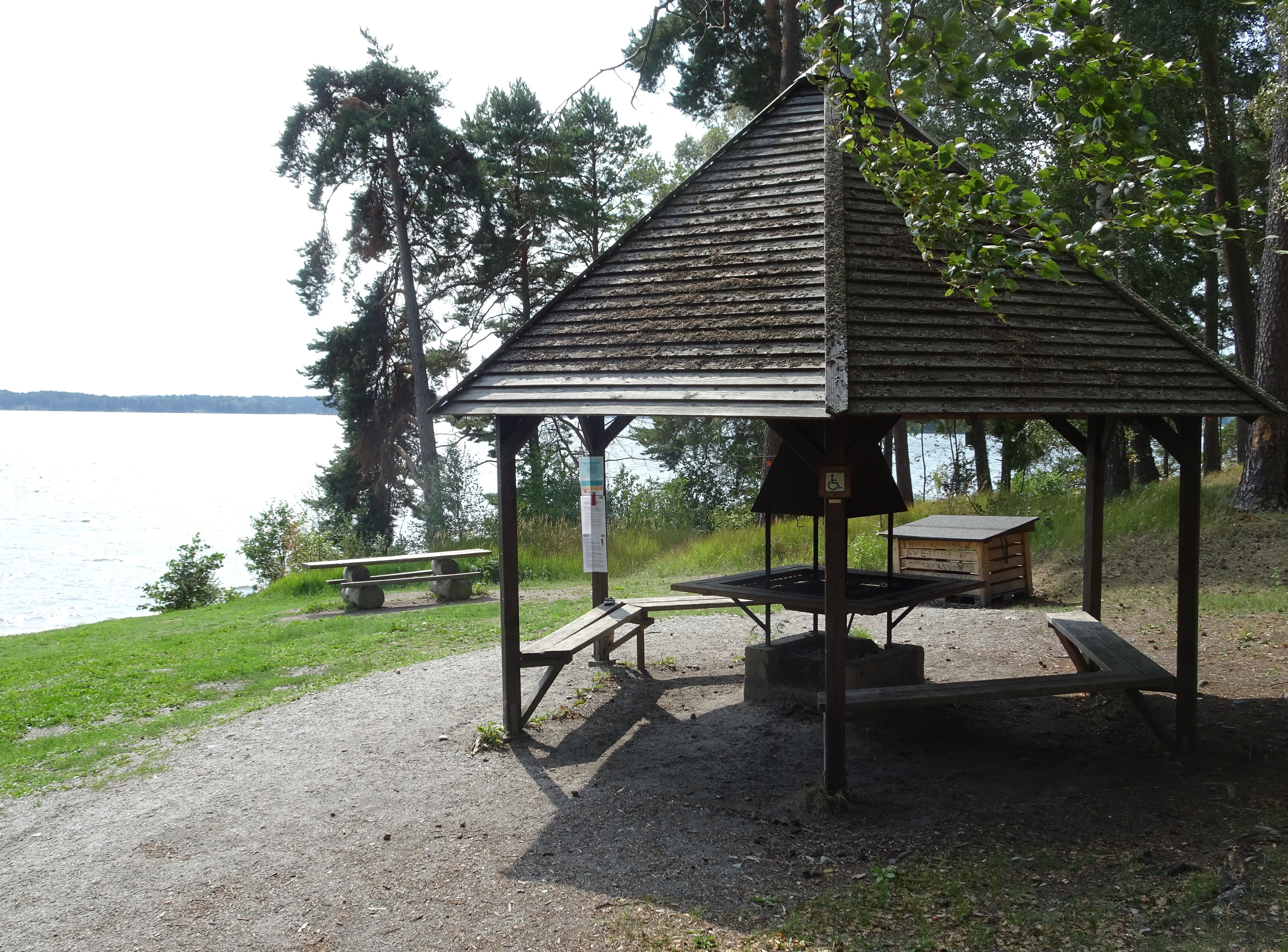
Grillhus och badplats vid Mälaren i Frölunda naturreservat
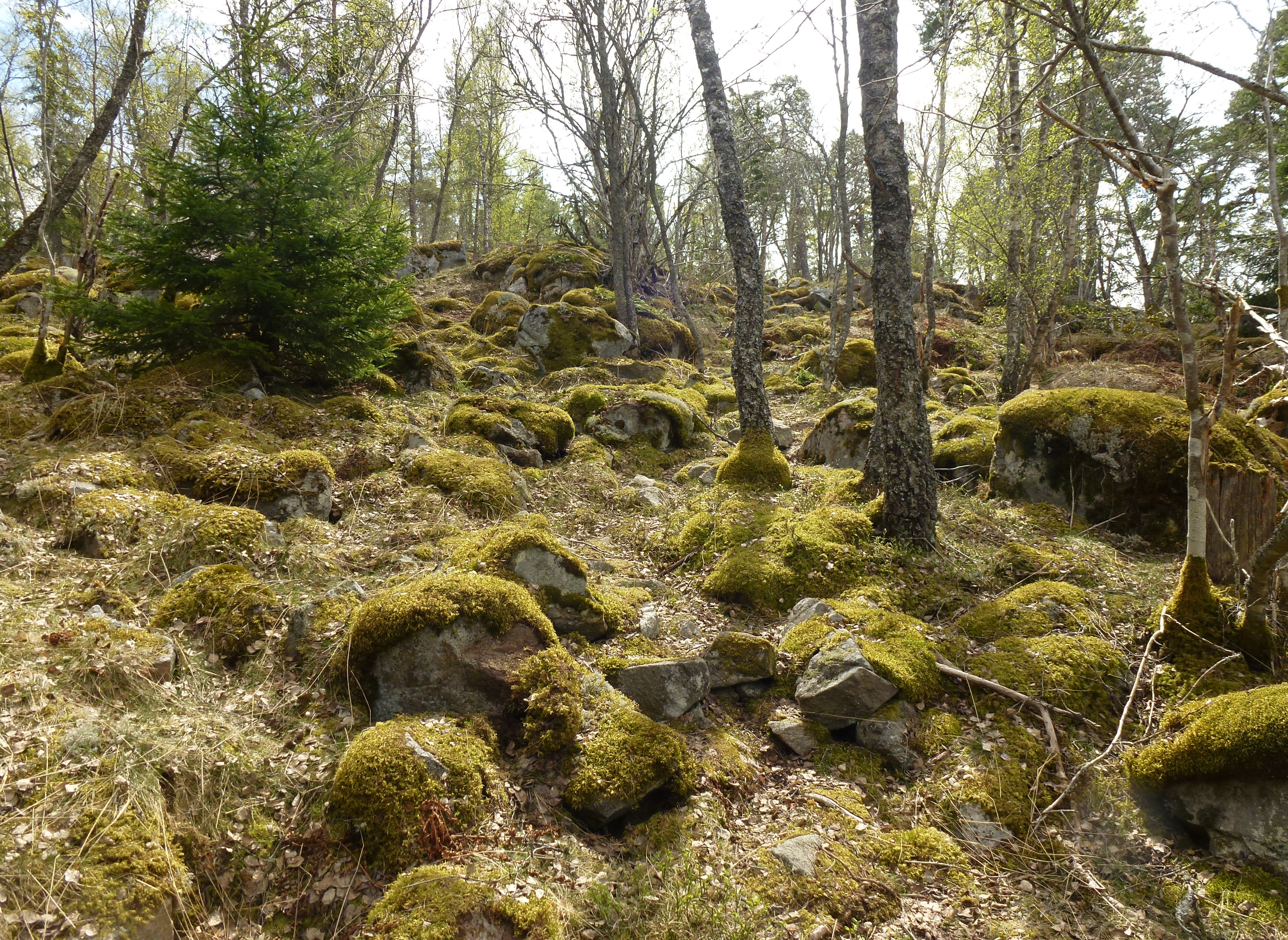
Leden i Stäketskogens naturreservat
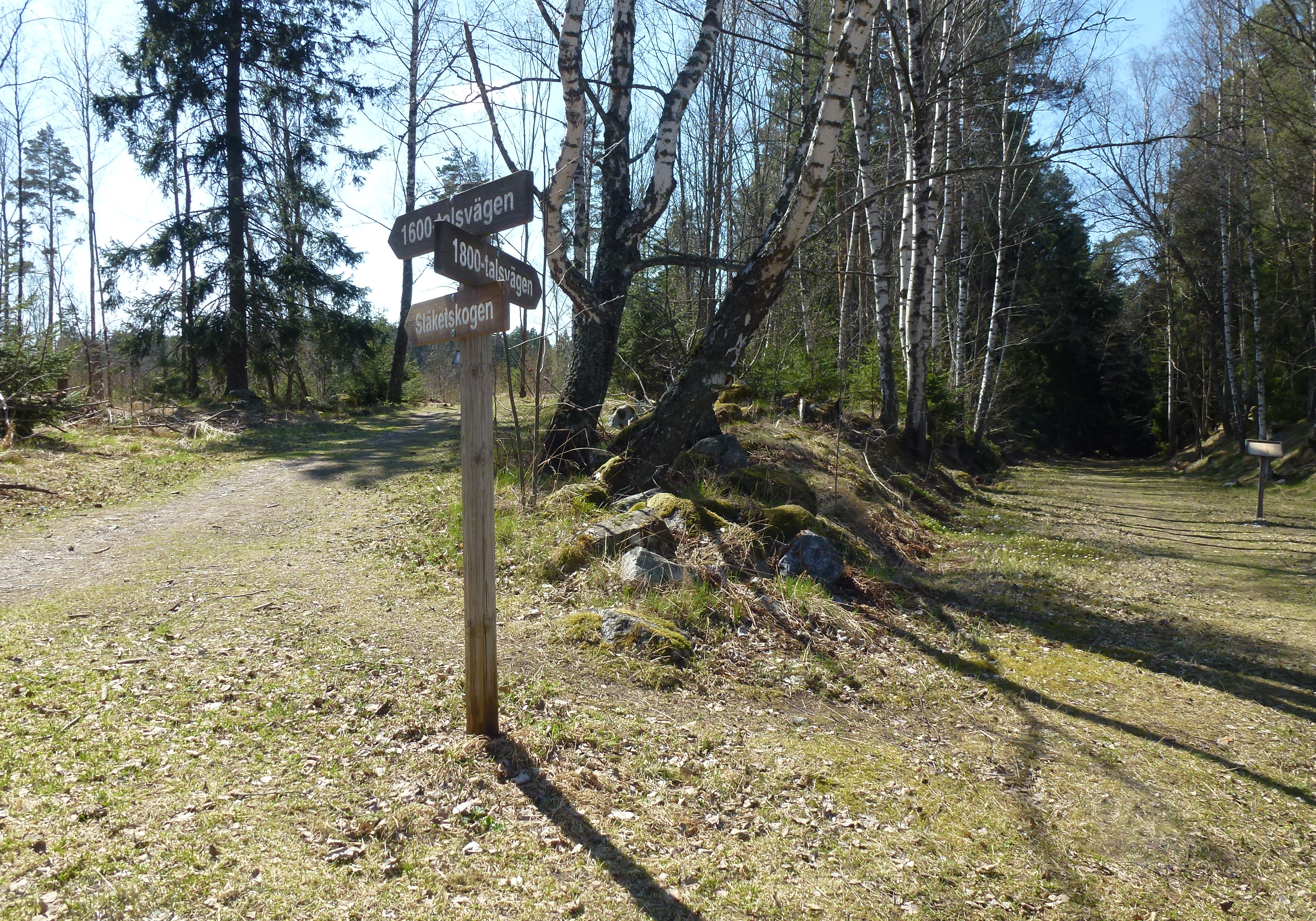
Leden genom Dalkarlsbacken